# Luciano Rossi (Schauspieler)
Luciano Rossi (* 28. November 1934 in Rom; † 29. Mai 2005 ebenda) war ein italienischer Schauspieler.

## Leben
Nach seiner Schulzeit arbeitete Rossi in einer Import/Export-Gesellschaft, besuchte jedoch auch eine Theaterschule. Ab 1966 trat er, zunächst ohne Nennungen, schnell aber in prominenterer Form, in fast 70 Filmen auf; oftmals spielte er die Rolle eines jungen, psychisch angeschlagenen Mannes, der die Grenze zwischen Wahnsinn und Genie nicht mehr genau erkennen kann. Neben diesen Darstellungen oft sadistischer Bösewichte war er aber auch gelegentlich als sympathischer Handlungsträger wie in Seine Kugeln pfeifen das Todeslied zu sehen. Die meisten seiner Filme sind Italowestern und Polizeifilme. Mitte der 1980er Jahre zog er sich aus dem Schauspielgeschäft zurück und lebte, der er immer unverheiratet blieb, von großen körperlichen und psychischen Problemen geplagt und von seinem Neffen begleitet, bis zu seinem Tod in seiner Heimatstadt Collepardo.
Rossi wurde auch unter den Pseudonymen Edward G. Ross und Lou Kamante geführt.
Im Jahr 2007 erschien das Buch A violent professional: The films of Luciano Rossi, die sich mit seiner Karriere und seinen Rollen beschäftigt.

## Filmografie (Auswahl)
- 1966: Django
- 1966: Töte, Ringo, töte (Uno sceriffo tutto d’oro)
- 1967: Django tötet leise (Bill il taciturno)
- 1967: Ein Halleluja für Django (La più grande rapina del west)
- 1967: Ich komme vom Ende der Welt (L’avventuriero)
- 1967: Der Sohn des Django (Il figlio di Django)
- 1968: Django – Unbarmherzig wie die Sonne (Sentenza di Morte)
- 1968: Django und die Bande der Gehenkten (Preparati la bara!)
- 1968: Lauf um dein Leben (Corri uomo corri)
- 1969: Hügel der blutigen Stiefel (La collina degli stivali)
- 1969: Seine Kugeln pfeifen das Todeslied (Il pistolero dell’ Ave Maria)
- 1969: Django und die Bande der Bluthunde (Django il bastardo)
- 1969: Il Nero – Haß war sein Gebet (L'odio è il mio Dio)
- 1970: Django – Die Nacht der langen Messer (Ciakmull)
- 1970: Django und Sabata – wie blutige Geier (C’è Sartana… vendi la pistola e comprati la bara!)
- 1970: Der große Irrtum (Il conformista)
- 1970: Die rechte und die linke Hand des Teufels (Lo chiamavano Trinità)
- 1972: Ein Halleluja für zwei linke Brüder (Jesse & Lester due fratelli in un posto chiamata Trinità)
- 1972: Judas… ¡toma tus monedas!
- 1972: Das Lied von Mord und Totschlag (Los amigos)
- 1973: Die Mörder-Bestien (La morte ha sorriso all’assassino)
- 1975: Salon Kitty
- 1975: Wolfsblut greift ein (Zanna Bianca alla riscossa)
- 1976: Camorra – Ein Bulle räumt auf (Napoli violenta)
- 1976: Zwei außer Rand und Band (I due superpiedi quasi piatti)
- 1980: Das Syndikat des Grauens (Luca il contrabbandiere)